# Susan Meiselas
Susan Meiselas (Baltimore (Maryland), 21 juni 1948) is een Amerikaanse fotografe.

## Leven
Na haar studie visuele communicatie die Meiselas aan de Harvard Universiteit met de titel Master of Arts afsloot, gaf zij les in film en fotografie aan diverse New Yorkse scholen. In die tijd ontstond de eerste grote fotoreportage. In drie opeenvolgende zomers fotografeerde zij vrouwen die op jaarmarkten in New England als stripteasedanseres werkten. Van deze foto's stelde zij het boek Carnival Strippers samen, dat in 1976 verscheen.
Door bemiddeling van de Franse fotograaf Gilles Peress verkreeg zij in 1976 het lidmaatschap van het fotografenagentschap en -collectief Magnum Photos en werkte sindsdien als vrije fotografe.

## Werk
In Nicaragua documenteerde Meiselas de Sandinistische opstand tegen president Somoza. Het boek Nicaragua: June 1978-July 1979, gemaakt op basis van dit werk, werd haar tweede monografie. In 1981 bezocht ze een door het Salvadoraanse leger verwoest dorp en nam ze foto's van het zogenaamde Bloedbad van El Mozote. Ze werkte in deze context samen met de journalisten Raymond Bonner en Alma Guillermoprieto.
Ze bewerkte vervolgens de boeken El Salvador: The Work of 30 Photographers, waaraan zij ook enkele foto's heeft bijgedragen, en Chile from Within, waarin het werk van Chileense fotografen onder het Pinochet-regime te zien is. In de jaren negentig wijdde ze zich aan de geschiedenis van Koerdistan. Ze verzamelde foto's, documenten en verhalen uit een periode van meer dan honderd jaar en publiceerde ze, aangevuld met haar eigen foto's, in het boek Koerdistan: In the Shadow of History.
In 2001 werd haar boek Pandora’s Box, een reportage over een New Yorkse sadomasochistische seksclub uitgebracht.
Haar boek Encounters with the Dani (2003) onderzoekt de gevolgen van ontmoetingen tussen Dani, een van oudsher bijna natuurlijke etnische groep uit de Baliemvallei in Nieuw-Guinea, en vertegenwoordigers van de westerse wereld.
In 2016 presenteerde het Fotografie Forum Frankfurt, onder de titel Carrying the Past, Forward Meiselas, haar eerste uitgebreide solotentoonstelling in Duitsland.

## Exposities
Meiselas werken worden wereldwijd in talrijke galerieën tentoongesteld, onder meer in Amsterdam, Londen, Madrid, New York en Parijs.
Zij ontving onder andere de Robert Capa Gold Medal en in 1994 de Hasselblad Award. In 1992 ontving zij een stipendium van de MacArthur Fellowshipstichting.

## Films
Naast Richard P. Rogers en Alfred Guzzetti fungeerde zij ook als mederegisseur en medeproducent van twee films, Living at Risk, 1985 en Pictures from a Revolution, 1991.

## Fotoboeken
- 1976 - Carnival Strippers
- 1981 - Nicaragua: June 1978-July 1979
- 1983 - El Salvador: The Work of 30 Photographers
- 1990 - Chile from Within
- 1997 - Kurdistan: In the Shadow of History
- 2001 - Pandora's Box
- 2003 - Encounters with the Dani